# Süntel-Buche
Die Süntel-Buche, Fagus sylvatica var. suentelensis Schelle (1903) syn. Fagus sylvatica var. tortuosa Willk. (1887), ist eine seltene Varietät der Rotbuche (Fagus sylvatica).
Süntel-Buchen beeindrucken durch ihre verdrehten, verkrüppelten, miteinander verwachsenen Äste und ihre sehr kurzen, drehwüchsigen Stämme. Sie wachsen mehr in die Breite als in die Höhe. Dabei erreichen sie nur selten eine Höhe von über 15 Metern. Mit ihren herabhängenden Zweigen bilden die Süntelbuchen zeltähnliche, halbkugel- oder pilzförmige Kronen aus. Die Wuchsform ist erblich, ihre Entstehung aber noch ungeklärt.

## Etymologie
Der Name Süntel-Buche stammt von den Vorkommen im Süntel, im Weserbergland in Niedersachsen.
Die Süntelbuche ist je nach Standort unter verschiedenen botanischen Namen, wie Tortuosa, Suntalensis oder Suentelensis und volkstümlichen Namen, wie Krause Buche, Krüppel-Buche, Schirm-Buche, Schlangen-Buche oder Renk-Buche bekannt. Früher bezeichnete man sie auch als Hexenholz oder Teufels-Buche, weil man sie als verwunschen oder vom Teufel verdorben ansah. Zur uneinheitlichen Namensgebung tragen vor allem die vielen Variationsmöglichkeiten ihrer Wuchsform bei.

## Verbreitung

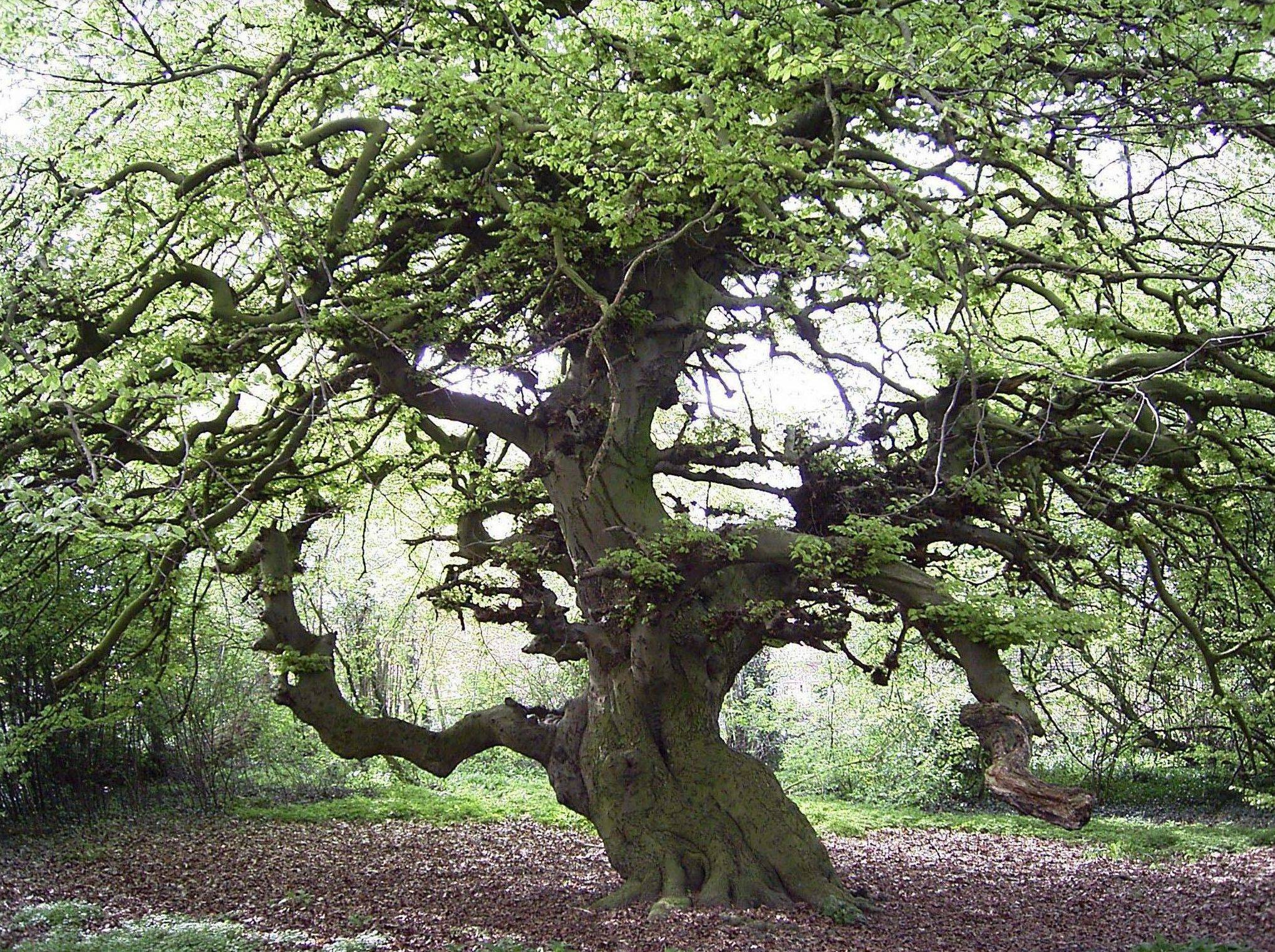
200-jährige Süntel-Buche in Lauenau

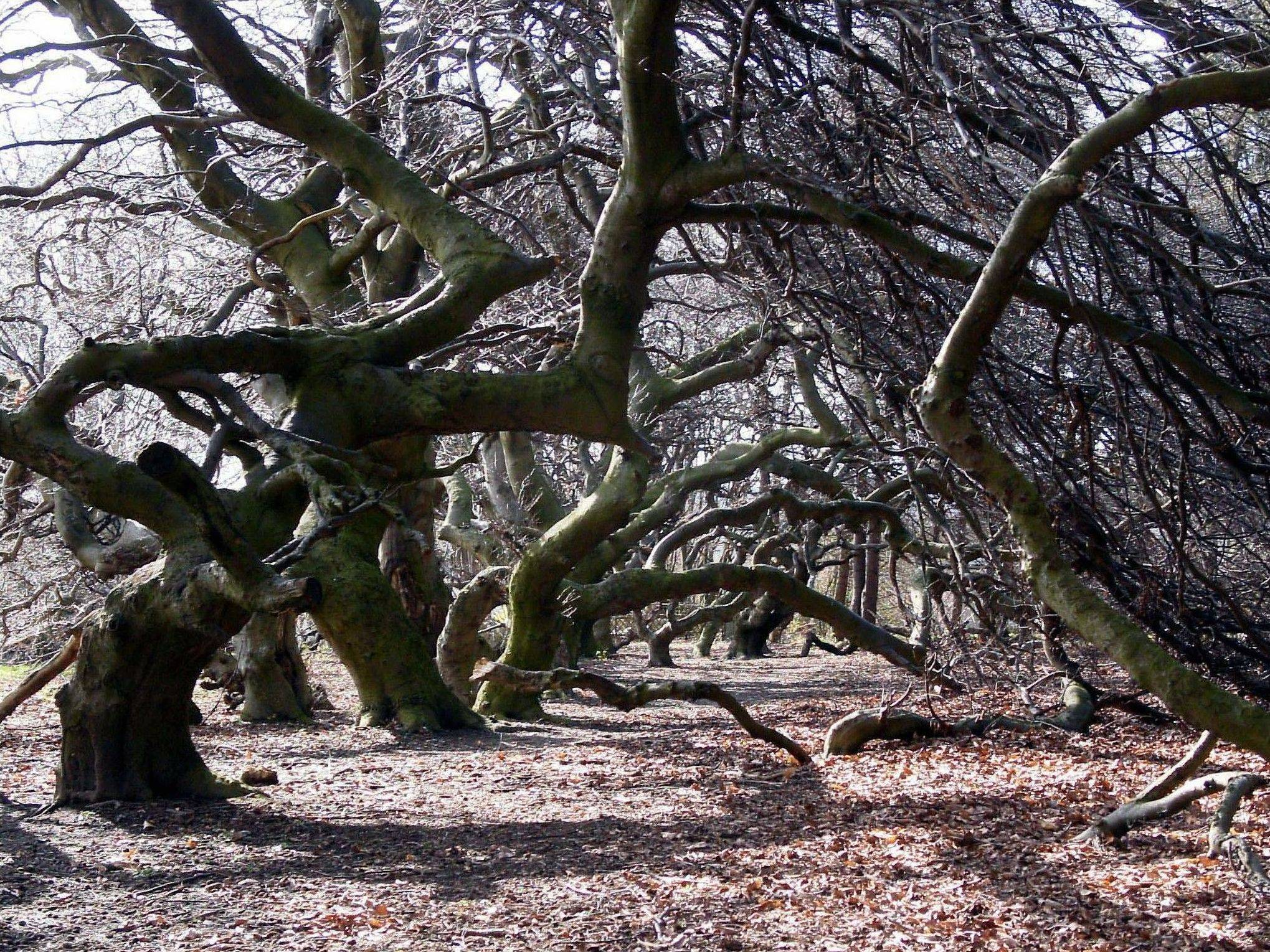
Süntelbuchenallee in Bad Nenndorf

Der Süntel ist ein kleiner Höhenzug nördlich von Hameln in Niedersachsen. Es gab dort bis Mitte des 19. Jahrhunderts den größten Süntelbuchenwald Europas. Im Zuge der Verkoppelung wurde 1843 die gesamte Fläche, die 245 Meter hohe Westeregge zwischen Hülsede und Raden, gerodet. Damals sank die Zahl der Süntelbuchen in Deutschland von einigen Tausend auf unter einhundert. Nur an etwa 50 Standorten stehen heute noch einzelne alte Exemplare oder kleine Baumgruppen. Sie wurden in den letzten Jahrzehnten durch zahlreiche Neupflanzungen ergänzt.
Die größten Süntel-Buchen Deutschlands stehen im Berggarten Hannover und in Lauenau am Deister. In Bad Nenndorf im Kurpark gibt es eine Süntelbuchenallee aus annähernd 100 Stämmen, wovon zwei Drittel aus Wurzelbrut entstanden sind. Die „Kopfbuche“ in Gremsheim am Heber bei Bad Gandersheim, die noch zu Beginn des 21. Jahrhunderts (2003) als eine der größten Süntelbuchen galt, ist mittlerweile trotz intensiver Baum-Pflegemaßnahmen weitgehend zusammengebrochen.
Auch das Wiehengebirge gehört zum natürlichen Verbreitungsgebiet.
Ein bekanntes Exemplar dieser Baumart steht noch heute am Eidinghauser Berg und trägt wegen seines auffallenden Wuchses den Namen „Krause Buche“. In der Nähe soll noch eine zweite, kleinere Buche wachsen. Für den Pflanzengeographen begründet dies Vorkommen die Annahme, dass die Süntelbuche einmal vom Süntel her über die Weserkette bis auf das Wiehengebirge hin verbreitet war. Dennoch ist in diesem Zusammenhang die Bezeichnung Süntel-Buche nicht falsch, denn in älterer Zeit wurde der Höhenzug von Wiehengebirge, Wesergebirge und Süntel offiziell gemeinsam als Süntel bezeichnet.
Kleinere Gruppen älterer Süntel-Buchen existieren noch auf der Insel Rügen bei Lietzow („Hexenwald“), in Frankreich (Hêtre tortillard), Dänemark (Vrange bøge) und Schweden (Vresboken). Jüngere Bäume sind mittlerweile in vielen Parks und Botanischen Gärten Europas und der USA zu finden.
Im Wald von Verzy, 25 Kilometer südöstlich von Reims (Frankreich), befand sich, nach einer Zählung von 1998, ein großer Bestand von mehr als 800 Süntel-Buchen (Faux de Verzy).
Die Anzahl wurde seitdem leicht reduziert. Die schönsten Exemplare sind von Konkurrenz befreit und eingezäunt auf einem Rundweg in einem parkähnlichen Gelände zur Touristenattraktion geworden.

## Das Süntel-Buchen-Reservat des Heimatbundes Niedersachsen
Die Ortsgruppe Bad Münder des Heimatbundes Niedersachsen e. V. legte etwa 1990 oberhalb der Ortschaften Nettelrede und Luttringhausen ein rund 11.000 m² großes Süntel-Buchen-Reservat an. Das zunächst gepachtete Grundstück wurde am 27. September 2010 von der Ortsgruppe Bad Münder für den neuen Eigentümer Heimatbund Niedersachsen e. V. angekauft. In dem Reservat können junge Süntel-Buchen geschützt aufwachsen. Das nachhaltige Naturschutzprojekt dient ausschließlich der Erhaltung und Vermehrung dieser seltenen Baumvarietät. In dem geschlossenen Bestand von Süntel-Buchen ist eine für die Vermehrung wichtige hohe genetische Vielfalt gegeben. Zudem wird durch die abgeschiedene Lage des Reservates inmitten der Feldmark eine genetische Vermischung mit den Rotbuchen im benachbarten Deister und Süntel vermieden.
Das Reservat wurde mit einem Theodolit vermessen. Dabei war es möglich, den Standort jeder Buche genau zu erfassen und die Einzelbäume zu nummerieren. Der Vermessungsplan wurde zur Grundlage der Pflegearbeiten und der wissenschaftlichen Untersuchungen.

## Biologie

### Alter
Das Alter von Süntel-Buchen wird wegen ihres knorrigen Wuchses oft überschätzt. Die durchschnittliche Altersgrenze liegt bei 120 bis 160 Jahren. Der waagerechte, statisch ungünstige Wuchs scheint das Auseinanderbrechen alter morscher Bäume zu beschleunigen, so dass 300 Jahre nicht erreicht werden. Sicher bekannt waren nur die hohen Alter der Tilly-Buche bei Raden im Auetal (255 Jahre) und der Süntel-Buche im Schlosspark von Haus Weitmar in Bochum (270 Jahre).

### Wuchsformen

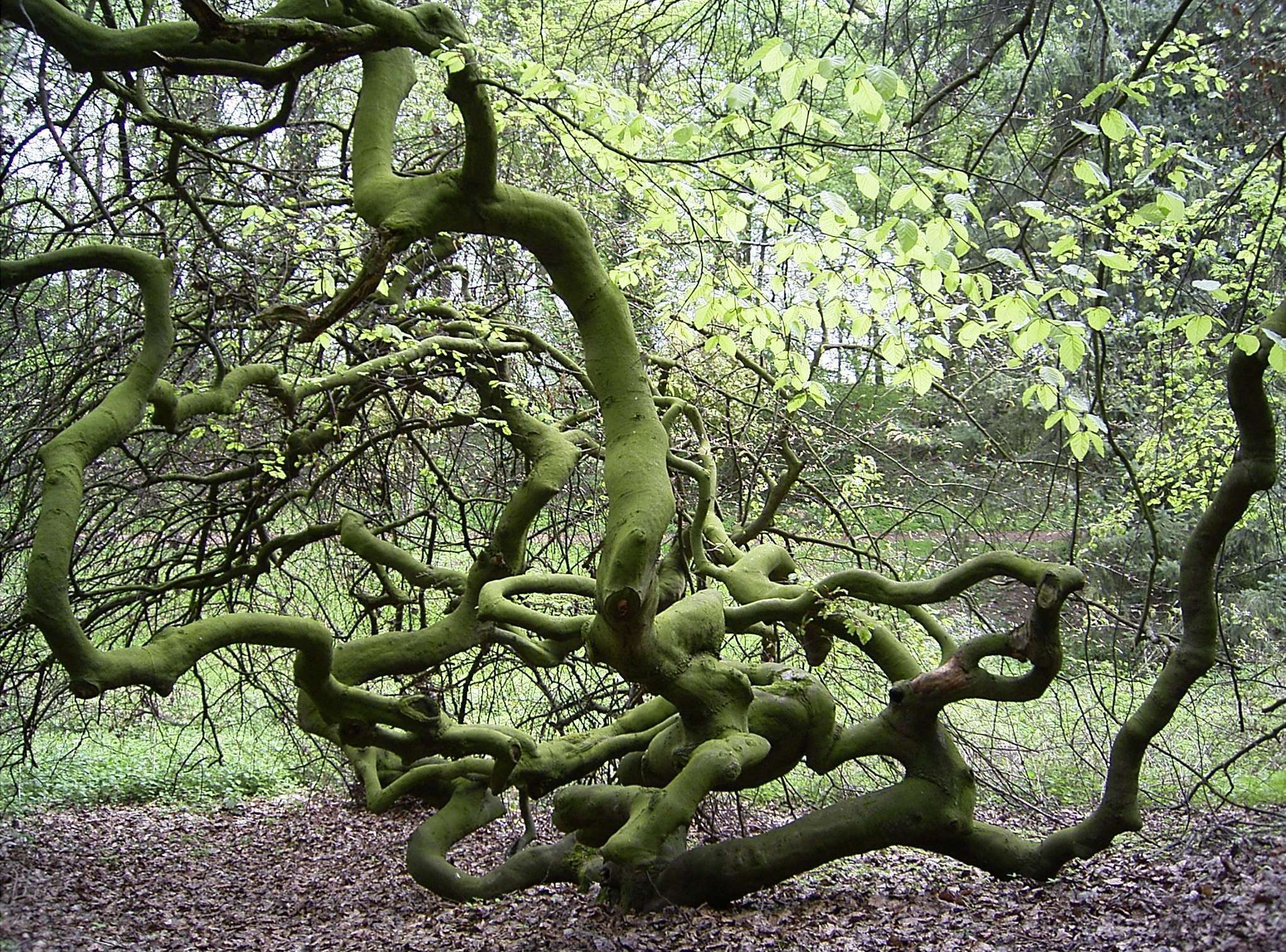
Süntel-Buche – stammlose Buschform

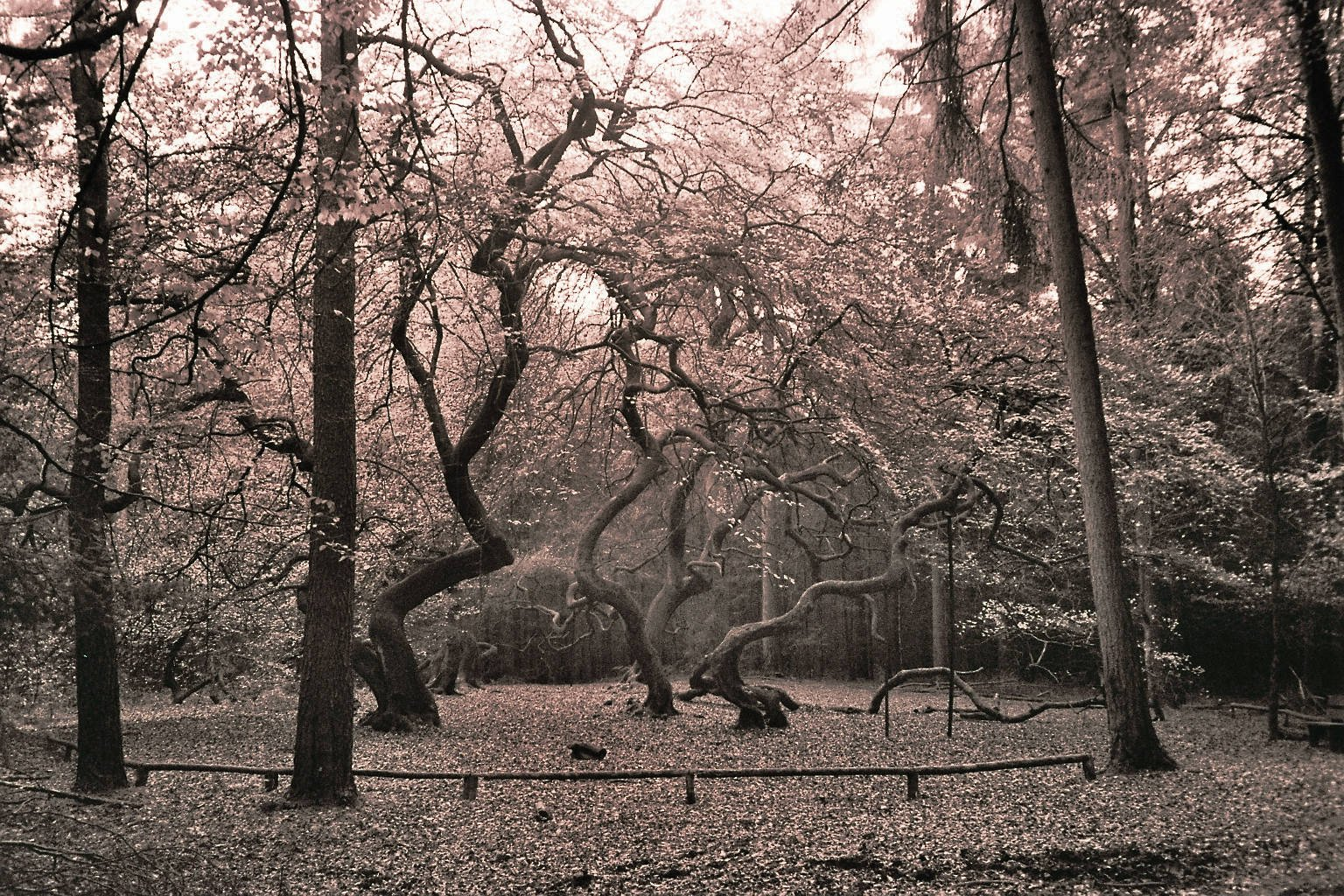
Süntelbuchengruppe in der Hohen Mark (vor 2006)

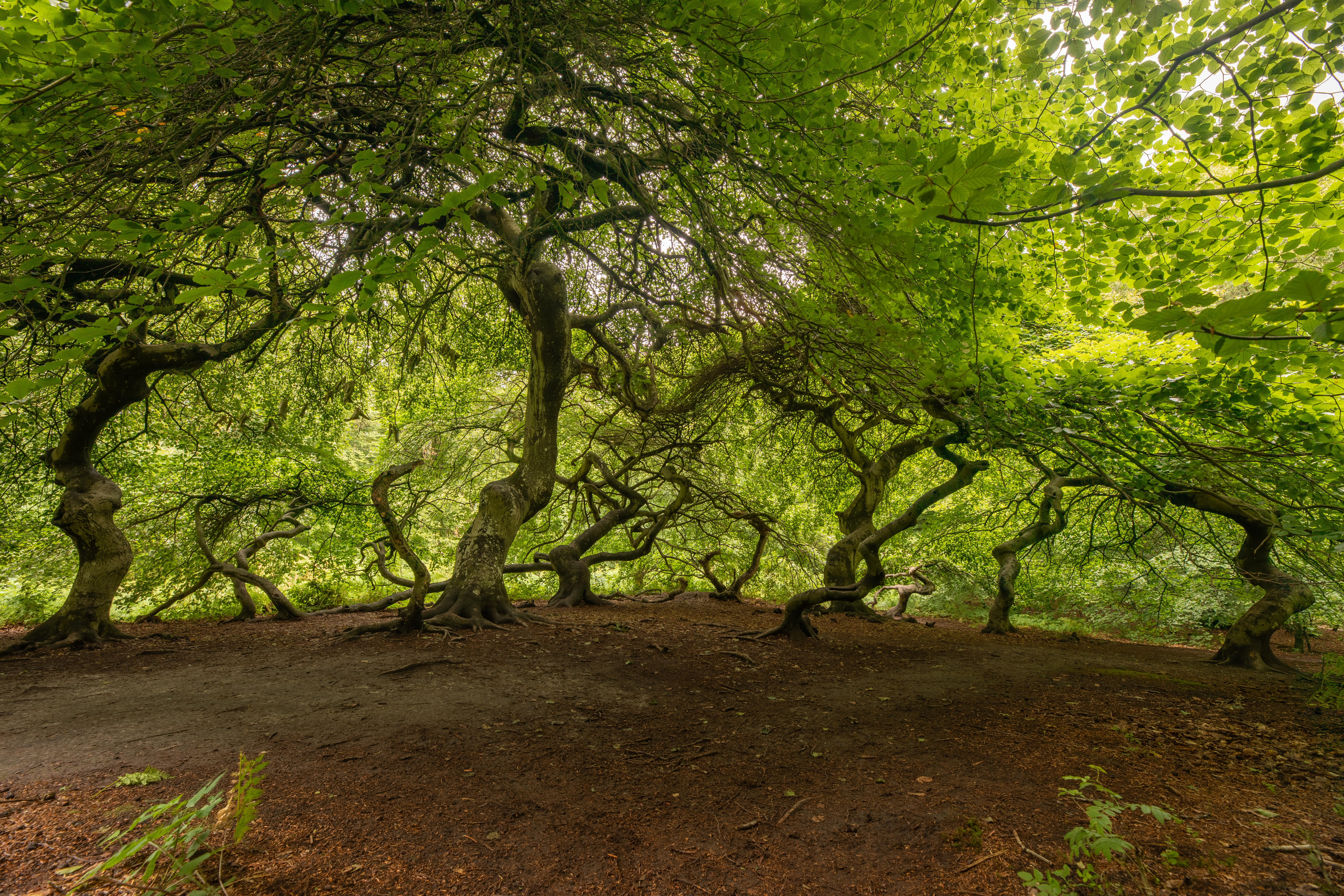
Süntel Buchen bei Lietzow auf Rügen

Die größte Differenz zur Normalform liegt im eigenartigen Wuchs von Wurzeln, Stamm und Ästen der Süntelbuche.
Dreh-, Schlangen-, Korkenzieher-, Knick-, Knie-, Zickzack- oder schlicht Krüppelwuchs wurden bei den auf unterschiedlichste Art verdrehten Bäumen beschrieben. Die Stämme zeigen im Querschnitt tiefe Furchen und Wülste, sie sind nicht „kreisrund“. Der Botaniker spricht auch von spannrückigen Stämmen. Sie ähneln Elefantenfüßen und sind manchmal auch bei alten Exemplaren kaum höher als 2 Meter. Vereinzelt gibt es auch gänzlich stammlose „Buschformen“. Oft finden sich Absenker, also Seitenäste, die unter der Erdoberfläche vom Hauptstamm ausgehen und erst nach einigen Metern nach oben wachsen. Ältere Einzelbäume, wie die Süntelbuche im Berggarten von Hannover-Herrenhausen, machen dann den Eindruck einer ganzen Baumgruppe.
Zusätzlich zeigen Süntelbuchen eine leichte „Trauerform“. Die Zweige im äußeren Kronenbereich hängen herab, aber nicht so stark wie bei der Hänge-Buche. Die Zweige in der oberen Kronenmitte sind dagegen meist aufgerichtet und geben der Krone ein struppiges Aussehen.
Die Baumform lässt sich auch durch unterschiedliche Veredelungstechniken beeinflussen, beispielsweise durch „Hochstamm-Veredelung“. Natürlich ist auch bei der Süntel-Buche der Wuchs abhängig vom Standort (Konkurrenz, Schatten, Nährstoffe, Wind etc.).
Blüten, Blätter, Früchte und Rinde, sowie Farbe und Festigkeit des Holzes entsprechen der Art (Rotbuche). Allerdings zeigen Blätter und Früchte in Form und Größe eine größere Variationsbreite als bei der Rotbuche. Auffallend sind auch eine andere Anordnung der Knospen, gelegentlich vorhandene gekrümmte Knospen und doppelte Endknospen an den Zweigspitzen und die starke Neigung zur Ausbildung von Wurzelbrut, besonders bei in der Jugend umgepflanzten Bäumen. Die arttypische Rotbuchen-Herzwurzel wird bei der Süntelbuche durch den Krüppelwuchs stark verzerrt. Einzelne Wurzeln kommen dadurch häufiger an die Oberfläche und bilden Wurzelsprosse aus, die zu neuen, meist langen ungeteilten und schlangenwüchsigen Stämmen heranwachsen.

#### Süntelbuchen-Variationen
Variationsmöglichkeiten liegen bei der Süntelbuche einerseits in der Wuchsform und andererseits in der Blattform und Blattfärbung. Kreuzungen mit anderen Blatt-Varietäten der Rotbuche sind erwünscht, aber erst mit der Blutbuche gelungen. Seit 1967 gibt es rotblättrige Süntelbuchen, die Blut-Süntel-Buchen (Fagus sylv. Kultivar ‘Tortuosa Purpurea’ oder Rot-Süntel).
Die Formenvielfalt der Süntel-Buche weckte schon oft den Wunsch zur weiteren Untergliederung. Das führte bisher noch nicht zu befriedigenden Ergebnissen. So wurden schon mehrmals Süntelbuchen mit deutlichen Abweichungen im Habitus mit neuen Namen versehen, selbst wenn die besondere Form noch nicht vermehrt werden konnte und unklar blieb, ob die Form des jungen Baums auch im Alter erhalten bleibt.
Von mancher Variation existiert nur ein einziges Exemplar. Der von Gerd Krüssmann 1939 in den Mitteilungen der DDG beschriebene flachkronige Baum vom Typ Tabuliformis (Tafelbuche) in der Flora Köln ist so ein einmaliges Beispiel. Eine andere abweichende Form ist die ganz flach über dem Boden wachsende Form Horizontalis, die in Dänemark als Londal bekannt ist. Bei der erstmals 1869 beschriebenen, aus Frankreich stammenden Form Remillyensis könnte es sich um eine Zwischenform von Süntel- und Hänge-Buche handeln.
Weitere Süntelbuchen-Formen sind ‘Bornyensis’, ‘Pagnyensis’, ‘Retroflexa’, ‘Arcuata’, ‘Conglomerata’, ‘Umbraculifera’ u. a. Dabei ist die Einteilung und Abgrenzung unscharf und nicht unumstritten.

#### Ähnliche Buchenformen

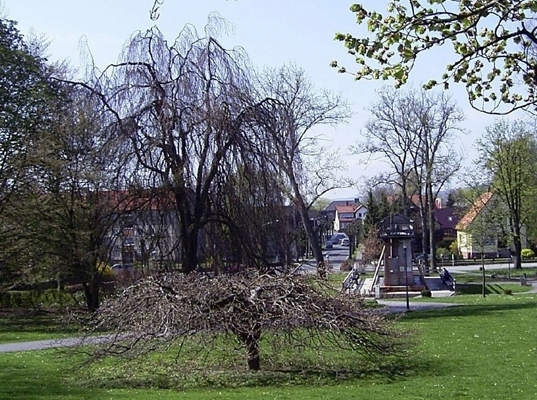
Große Hänge-Buche und junge Süntel-Buche

Eine sehr ähnliche Rot-Buchen-Unterart ist die Hänge-Buche. Sie besitzt große Ähnlichkeit mit der Süntelbuche, wächst aber insgesamt aufrechter und weniger verdreht und ihre Zweige haben eine stärker ausgeprägte Hängeform. Wenn Süntel- oder Hängebuchen stark von ihrer Idealform abweichen, sind sich selbst kundige Dendrologen nicht immer einig über die Zuordnung.
Nicht zu den Süntelbuchen zählen verbissene „Hudebuchen“, sturmzerzauste „Krüppelbuchen“ an der Küste und im Gebirge und häufig beschnittene „Kopfbuchen“, die ihre „süntelige“ Form äußeren Einwirkungen verdanken und sie nicht vererben.
Die weiter oben genannten Wuchsformen sind vereinzelt und weniger ausgeprägt auch in jedem normalen Buchenwald anzutreffen.

### Fortpflanzung und Vermehrung
Biologisch unterscheidet sich die Süntelbuche kaum von der normalen Rotbuche. So können sich beide gegenseitig befruchten, was die Süntelbuche bei Waldbesitzern unbeliebt macht, die gerade gewachsenes Holz produzieren wollen.
Süntel-Buchen sind Fremdbestäuber, d. h. eine Selbstbefruchtung der einhäusigen Bäume ist nicht möglich. Sie müssen von einem anderen Baum, ob normale Rot-Buche oder Süntel-Buche, befruchtet werden.
Aus den Eckern von Süntel-Buchen, die immer auch von normalen Rotbuchen bestäubt werden, da deren Pollen sich überall in der Luft befinden, entstehen dann normale Rotbuchen, Süntelbuchen und Mischformen in unterschiedlicher Zahl und ohne scharfe Abgrenzung zueinander. In der Literatur schwanken die Angaben von 10 bis über 70 Prozent krummwüchsiger Sämlinge.

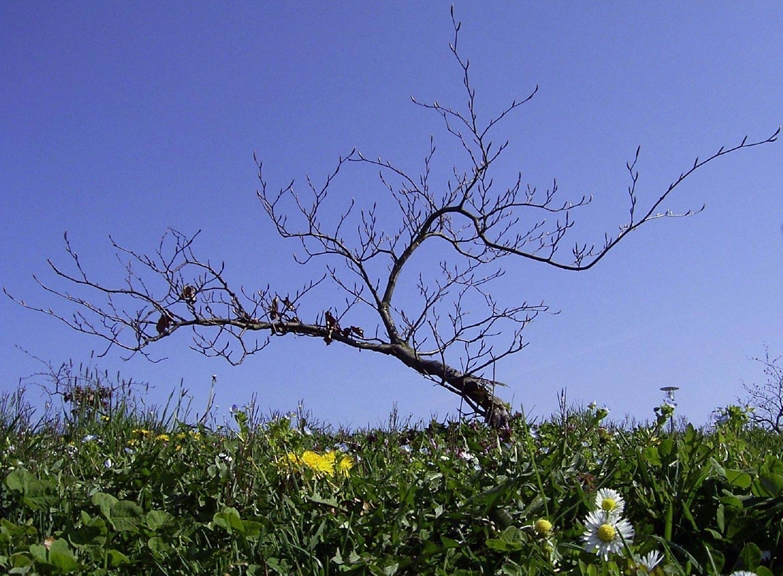
Junge Süntel-Buche (Pfropfling)

Erst nach 5 bis 10 Jahren kann man deutlich genug erkennen, ob eine Jungpflanze eine „richtige“ Süntel-Buche wird. Deshalb sind solche Sämlinge nur sehr selten im Handel zu bekommen. Pfropflinge dagegen werden immer häufiger angeboten. So erfolgten die Neupflanzungen der letzten Jahrzehnte hauptsächlich mit veredelten, d. h. gepfropften Buchen. Dabei wurden fast ausschließlich die schönsten Bäume vermehrt, was langfristig zu einer genetischen Verarmung führen kann.
Zusätzlich pflanzen sich Süntel-Buchen, sogar recht häufig, durch Absenkerbildung und Wurzelbrut fort. Dabei bewurzeln sich auf der Erde aufliegende Äste bzw. bringen oberflächlich wachsende Wurzeln neue Triebe hervor.
Bei der Anpflanzung junger Süntel-Buchen sollten unbedingt das sehr langsame Höhenwachstum von 5 bis 10 cm pro Jahr und der große Raumbedarf beachtet werden. Die Süntel-Buche mit ihren niedrigen, fast waagerecht wachsenden Ästen und den bis auf den Boden hängenden Zweigen bedeckt mit ihrer Krone einen Kreis von bis zu 25 m Durchmesser. Wegränder und Grundstücksgrenzen sind daher keine geeigneten Standorte.

## Wirtschaftliche Nutzung
Das drehwüchsige und gebogene Holz der Süntelbuche entzieht sich jeder wirtschaftlichen Nutzung. Es lässt sich wegen des Drehwuchses nur sehr schwer in Faserrichtung mit Axt oder Säge spalten und wegen der Krummwüchsigkeit nur schlecht stapeln, so dass es selbst als Kaminholz ungeeignet ist. Der Wert der Süntelbuche liegt allein in ihrer Bedeutung als Zierbaum in Parks, Gärten und öffentlichen Anlagen.

## Kulturelle Bedeutung

### Bekannte Exemplare in Deutschland

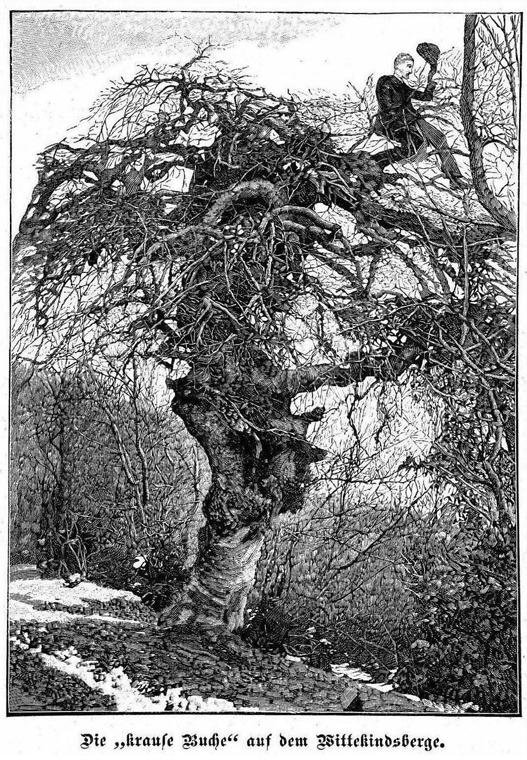
„Krause Buche“, Holzstich von 1890

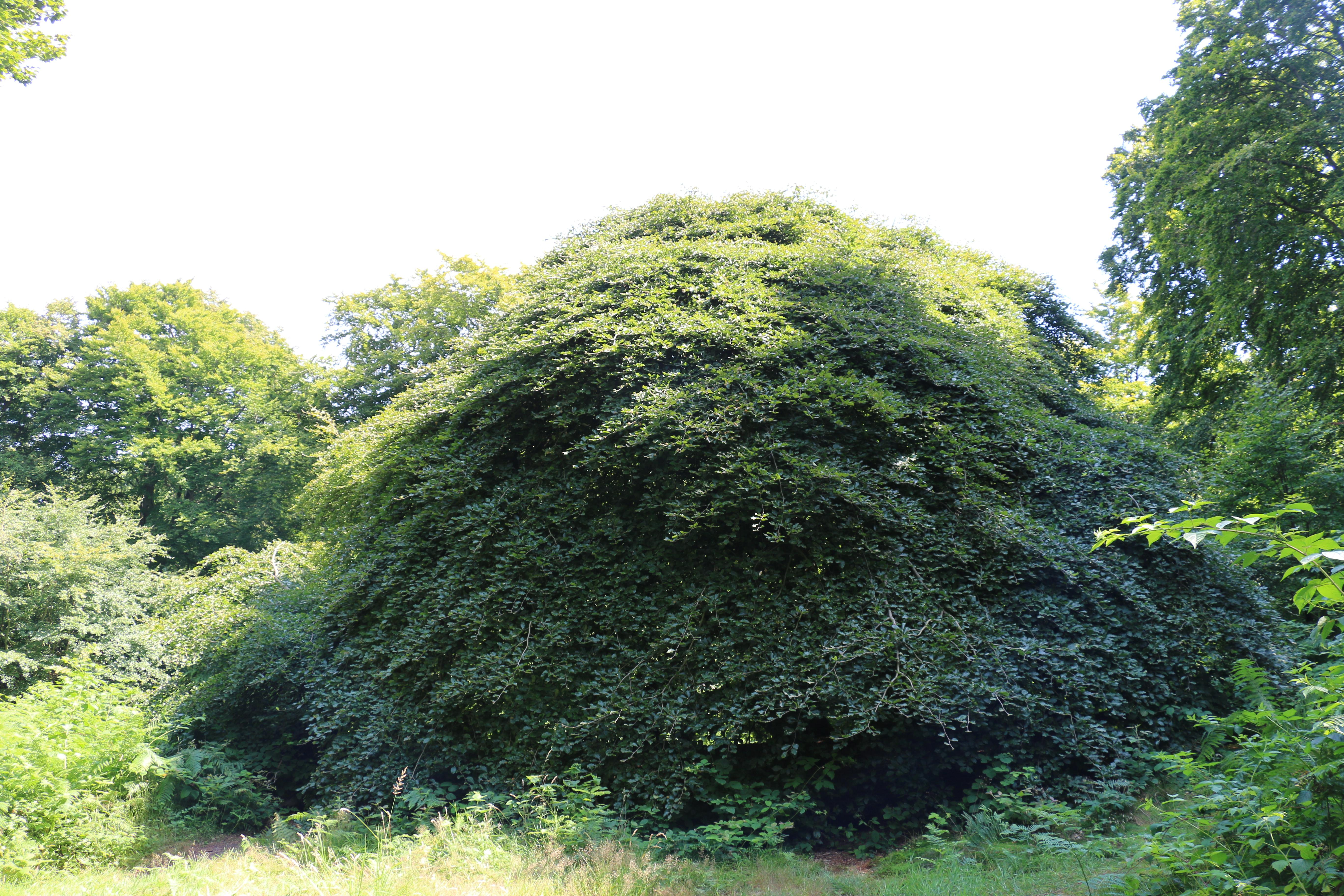
Kronendach der Süntelbuchen im Schlosspark Semper

Einige herausragende Süntel-Buchen, die ein hohes Alter erreichten oder einen besonders schönen Wuchs zeigten, wurden zu sehr bekannten und beeindruckenden Naturdenkmalen, die auch Eingang in die entsprechende Literatur fanden.
Zu ihnen gehören unter anderem der älteste Baum Bochums im Park von Haus Weitmar, die „Krause Buche“ auf dem Wittekindsberg, die „Krause Buche“ am Eidinghauser Berg im Wiehengebirge, die „Parapluie-Buchen“ von Erpernburg bei Paderborn, das „Krausbäumchen“ von Bad Homburg vor der Höhe, die Kanzelbuche auf dem Stromberg und die noch existierenden Exemplare „Süntelbuche“ im Berggarten in Hannover-Herrenhausen und „Kopfbuche“ bei Gremsheim.
Die bekannteste Vertreterin ihrer Art war die „Tilly-Buche“ (1739–1994) bei Raden am Süntel, die identitätsstiftend auf die Region wirkte und heute das Wappen der Gemeinde Auetal prägt. Ihre Wurzeln dienten als Werbevorlage für Lacalut-Zahnpasta, ihr enormer Wuchs inspirierte Künstler zu Zeichnungen, Ölgemälden, Fotografien, Fabeln und Gedichten. Ihre unklare Herkunft bewegte Wissenschaftler über ein Jahrhundert lang zu teilweise gewagten Spekulationen über die Entstehung der monströsen Buchen.
Eine derartige Faszination geht wohl nur von besonderen Exemplaren oder größeren Gruppen („Märchenwald“, „Zauberwald“ etc.) aus. Kleinere Süntelbuchen werden nicht mehr beachtet als vergleichbare Wuchsformen von Korkenzieher-Hasel, -Akazie, -Lärche oder -Weide. Jahrhundertelang wurden Süntelbuchensämlinge bei der Durchforstung junger Rotbuchenbestände als nutzlos angesehen und ausgemerzt.
Einen kuppelartigen Hain bilden zehn Süntelbuchen, die 1920 im Waldpark Semper im Norden von Lietzow (Insel Rügen, Landkreis Vorpommern-Rügen) gepflanzt wurden. Sie sind als Naturdenkmal geschützt.
Zudem existieren vom ehemaligen Forstpflanzgarten und heutigen Internationalen Phänologischen Garten der Technischen Universität Dresden bei Kurort Hartha am ehemaligen „Poetenweg“ (Schneise 6) im Tharandter Wald und im Forstbotanischen Garten der Technischen Universität Dresden in Tharandt, wo man sich auch wissenschaftlich mit diesen Gehölzen und deren Nachzüchtung befasst, überregional bekannte Süntelbuchen.

### Süntelbuchen in Frankreich

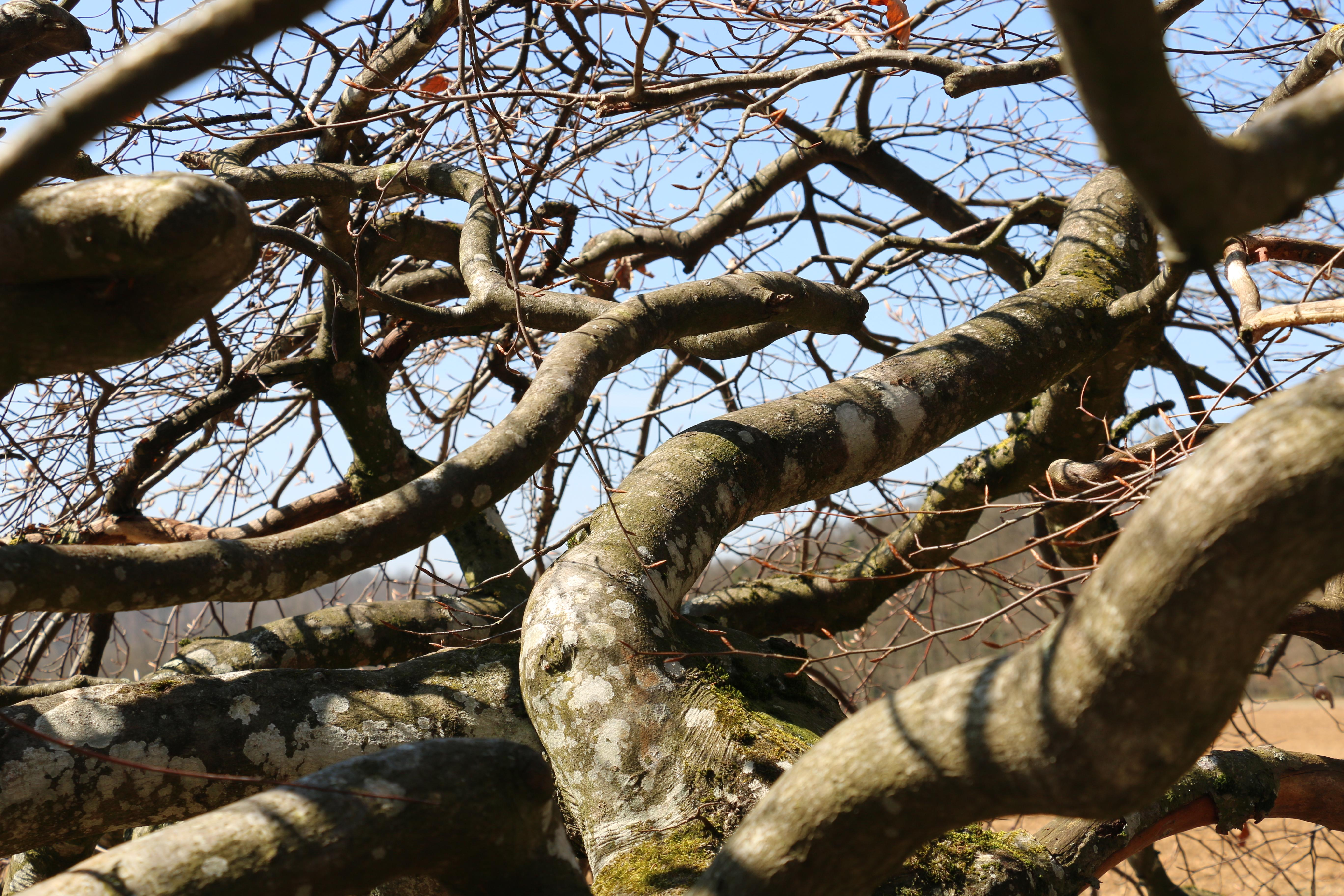
Süntelbuche bei Sionne (Frankreich)

Ein Süntelbuchenvorkommen ist z. B. von einem Wald nördlich der Ortschaft Sionne (Département Vosges) bekannt.
Eine Ansammlung von bis zu 800 Exemplaren hat sich in Verzy etabliert (Faux de Verzy).

### Forschungsgeschichte

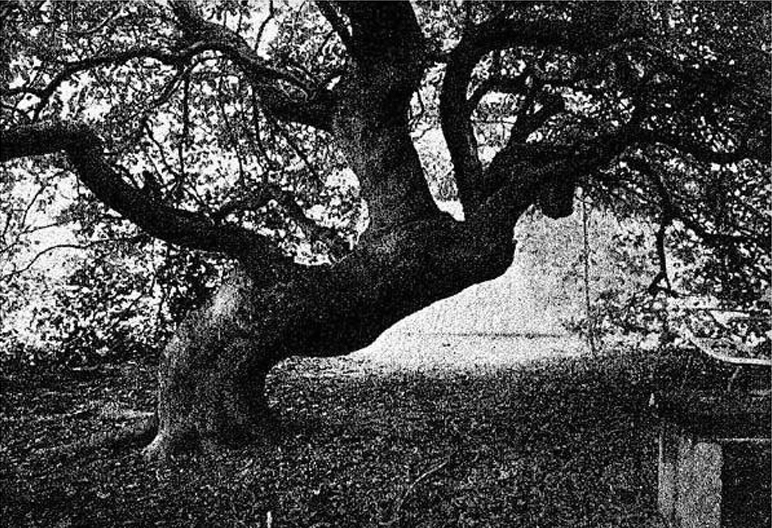
Süntel-Buche bei Lauenau, 1907

In Pfeils Kritische Blätter für Forst- und Jagdwissenschaft, 19. Band, 1. Heft, Seite 223, aus dem Jahr 1844 berichtete der Oberförster Tilemann aus Eschede zum ersten Mal „Über den abnormen Wuchs der Buche in den Hülseder Gemeinde-Forsten, Amt Lauenau im Königreiche Hannover“:

„An diesem Berge, sowohl auf der Höhe, als an den Abhängen desselben, befindet sich auf einer Fläche von etwa 600 Morgen ein 100–150-jähriger Buchenbestand, in welchem sämmtliche Stämme einen so äußerst merkwürdigen Wuchs haben, daß es der Mühe werth ist, denselben zu beschreiben; denn es möchte wohl wenige Forstmänner geben, welche einen ähnlichen Wuchs der Buche auf einer so bedeutenden Fläche zu sehen Gelegenheit gehabt haben.“

„Sämmtliche Stämme sind mehr oder minder so krumm gewachsen, daß aus der ganzen Bestandsmasse, nach meiner Ansicht, nicht 1 Stück gerades Holz in 4-füßigen Scheitlängen gespalten werden kann, und haben eine Kronenbildung, welche der Traueresche ähnlich ist. Es ist nicht möglich, eine getreue Beschreibung dieses merkwürdigen Baumwuchses ohne Zeichnungen zu geben.“

Als Tilemann seinen 1842 verfassten Bericht mit vier Zeichnungen 1844 veröffentlichte, war der letzte Süntelbuchenwald bei Hülsede bereits gerodet.
In den folgenden 160 Jahren erschienen dann ungezählte Aufsätze von Botanikern und Naturfreunden voller Verwunderung und Ratlosigkeit über das seltsame Naturphänomen.
Häufig zitiert wurden ein Bericht von A. Oppermann 1908 mit über 100 Fotos der „Renkbuchen“, eine bebilderte naturkundliche Darstellung der letzten im Süntel wachsenden Exemplare von W. Wehrhahn von 1902 und eine Beschreibung der Tilly-Buche von Cl. Freifrau von Münchhausen aus dem Jahr 1911.
Der emeritierte Professor Friedrich Lange befasste sich von 1966 bis 1974 in Bad Münder am Deister und in der Universität Göttingen intensiv mit der Morphologie der urigen Bäume. Er beschrieb Aufbau und Wachstum der Pflanzen und die Entwicklungsstufen der ungewöhnlichen Wuchsform. Aber den eigentlichen Auslöser konnte auch er nicht finden. Das schon sprichwörtliche „Geheimnis der Süntelbuche“ blieb ungelöst. (→Literatur: Lange 1974)
Franz Gruber von der Universität Göttingen untersuchte Wachstum und Alter der größten Süntelbuchen in den Jahren 2001 und 2002 und lieferte damit einen wichtigen Beitrag zur Altersbestimmung der in diesem Punkt meist überschätzten Bäume. (→ Literatur: Gruber 2002)